# قصر ليفاديا

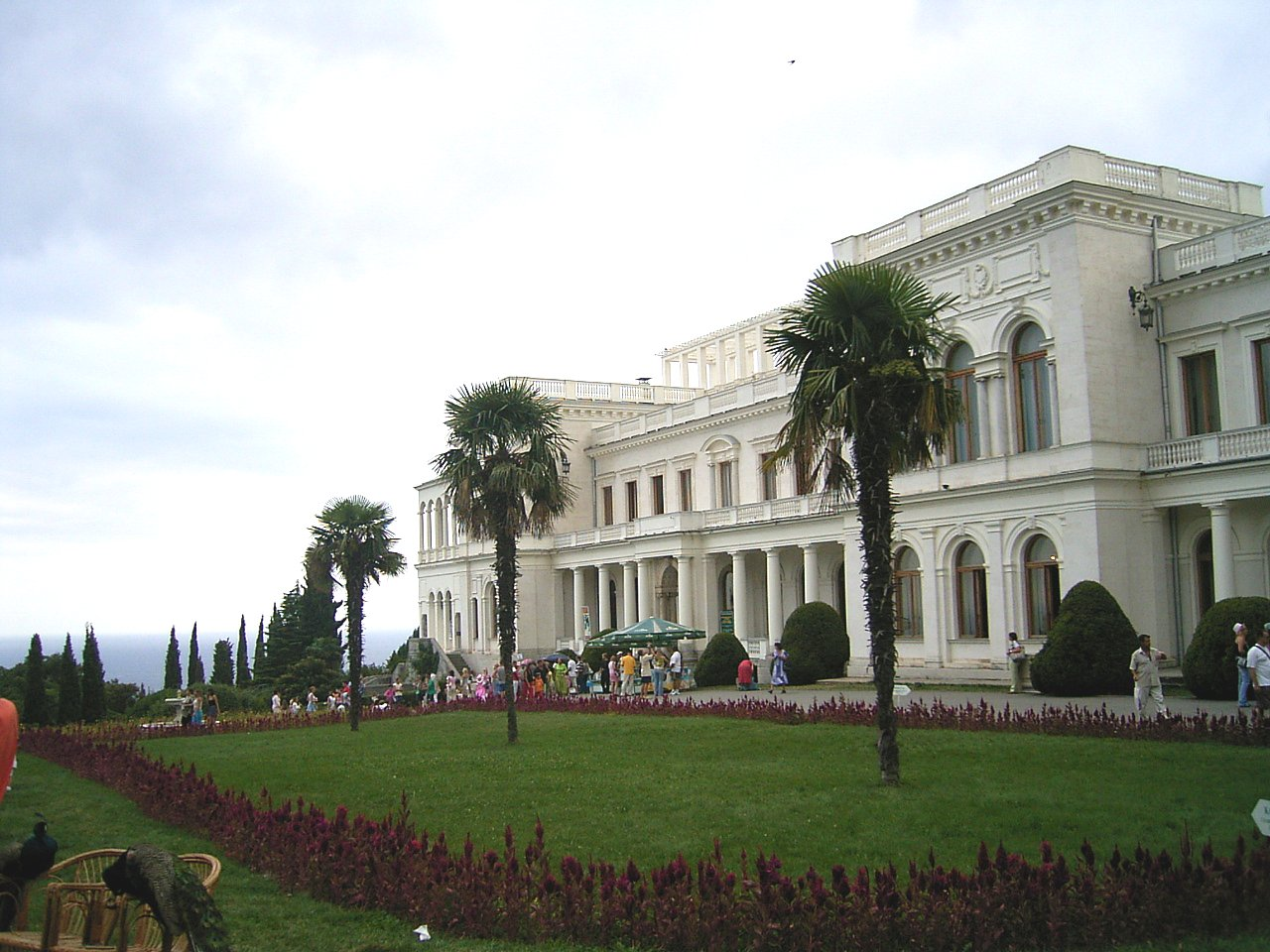
واجهة قصر ليفاديا

قصر ليفاديا (بالروسية: Ливадийский дворец، بالأوكرانية:Лівадійський палац، بالتتارية: Livadiya sarayı) هو قصر يقع في قرية ليفاديا والتي تبعد 3 كم عن مدينة يالطا، في جمهورية القرم. كان القصر منتجعًا صيفيًّا للأباطرة الروس، وسكنه الأمبراطور الأخير نيقولا الثاني وعائلته. يحمل القصر أهمية كبيرة، بسبب انعقاد مؤتمر يالطا فيه في عام 1945، والذي ضم قادة دول الحلفاء الثلاثة الكبار في الحرب العالمية الثانية وهم رئيس الاتحاد السوفييتي ائنذاك جوزيف ستالين، ورئيس وزراء المملكة المتحدة ونستون تشرتشل، ورئيس الولايات المتحدة الأمريكية فرانكلين روزفلت. في الوقت الحالي القصر تحول إلى متحف، وباستطاعة الجميع زيارتةه من خلال شراء التذاكر عند المدخل، ويقوم دليل بسرد تاريخ القصر، من خلال جولة تعريفية بالمكان، ويعتبر مكانًا مهمًّا لجذب السياح في جمهورية القرم.

## مقالات ذات صلة
1. قلعة عش السنونو
2. مدينة يالطا
3. مؤتمر يالطا
4. جمهورية القرم